# Доманице (гмина)
Доманице (пол. Domanice) — сельская гмина (волость) в Польше, входит как административная единица в Седлецкий повет, Мазовецкое воеводство. Население — 2721 человек (на 2004 год).

## Демография
| Перепись                       | Всего   | Всего | Женщины | Женщины | Мужчины | Мужчины |
| ------------------------------ | ------- | ----- | ------- | ------- | ------- | ------- |
| Единицы                        | человек | %     | человек | %       | человек | %       |
| Население                      | 2721    | 100   | 1355    | 49,8    | 1366    | 50,2    |
| Плотность населения (чел./км²) | 58,1    | 58,1  | 28,9    | 28,9    | 29,1    | 29,1    |

## Поселения
1. Чахы
2. Доманице
3. Доманице-Колёня
4. Эмилианувка
5. Копце
6. Ольшиц-Фольварк
7. Ольшиц-Шляхецки
8. Ольшиц-Влосчаньски
9. Пеньки
10. Подздруй
11. Пшиворы-Дуже
12. Пшиворы-Мале
13. Смяры-Колёня
14. Зажелязна

## Соседние гмины
1. Гмина Лукув
2. Гмина Скужец
3. Гмина Сточек-Луковски
4. Гмина Виснев
5. Гмина Водыне